# Championnats du monde de biathlon 2009
Navigation
Östersund 2008 Khanty-Mansiïsk 2010
La 47e édition des Championnats du monde de biathlon, organisés par l'Union internationale de biathlon, se déroulent du 13 au 22 février 2009 à Pyeongchang en Corée du Sud. Candidat à l'organisation des Jeux olympiques d'hiver de 2018, Pyeongchang et la Corée du Sud accueillent pour la première fois cette compétition annuelle. L'étape de Coupe du monde organisée fin février 2008 servit de test à l'organisation de ce rendez-vous.
Excepté le relais mixte, l'ensemble des épreuves compte pour la saison 2008-2009 de la Coupe du monde de biathlon.
Comme lors de l'édition 2008 tenue à Östersund en Suède, le début des championnats est marqué par l'annonce d'une affaire de dopage. Après les affaires « Humanplasma » et Kaisa Varis en 2008, une affaire mêlant plusieurs biathlètes russes secoue le début de l'événement international,. Le 13 février 2009, l'IBU révèle l'identité des trois biathlètes contrôlés positifs lors de la première étape de la Coupe du monde de biathlon 2008-2009 disputée en Suède. Il s'agit d'Ekaterina Iourieva, leader du classement général féminin de la Coupe du monde féminine, d'Albina Akhatova, multiple médaillée olympique et mondiale, et de Dmitri Iarochenko, double champion du monde en titre avec le relais russe. Tous les trois sont provisoirement suspendus en attente d'une suspension officielle.
La Croatie et la Slovénie décrochent leur première médaille à des championnats du monde de biathlon.

## Programme
|  | - Samedi 14 février : - Sprint femmes - Sprint hommes - Dimanche 15 février : - Poursuite femmes - Poursuite hommes - Mardi 17 février : - Individuel hommes - Mercredi 18 février : - Individuel femmes | - Jeudi 19 février : - Relais mixte - Samedi 21 février : - Relais femmes - Relais hommes - Dimanche 22 février : - Mass start femmes - Mass start hommes |  |

## Tableau des médailles
| Médailles | Pays      | Or | Argent | Bronze | Ensemble |
| --------- | --------- | -- | ------ | ------ | -------- |
| 1         | Norvège   | 4  | 1      | 3      | 8        |
| 2         | Allemagne | 2  | 4      | 2      | 8        |
| 3         | Russie    | 2  | 1      | 3      | 6        |
| 4         | Autriche  | 1  | 2      | 0      | 3        |
| 5         | Suède     | 1  | 1      | 1      | 3        |
| 6         | France    | 1  | 0      | 1      | 2        |
| 7         | Slovaquie | 0  | 1      | 0      | 1        |
| 7         | Slovénie  | 0  | 1      | 0      | 1        |
| 9         | Croatie   | 0  | 0      | 1      | 1        |

## Résultats

### Hommes
| Épreuves                              | Or                                                                            | Argent                                                                      | Bronze                                                               |
| ------------------------------------- | ----------------------------------------------------------------------------- | --------------------------------------------------------------------------- | -------------------------------------------------------------------- |
| Sprint 10 km résultats détaillés      | Ole Einar Bjørndalen (NOR)                                                    | Lars Berger (NOR)                                                           | Halvard Hanevold (NOR)                                               |
| Poursuite 12,5 km résultats détaillés | Ole Einar Bjørndalen (NOR)                                                    | Maxim Tchoudov (RUS)                                                        | Alexander Os (NOR)                                                   |
| Individuel 20 km résultats détaillés  | Ole Einar Bjørndalen (NOR)                                                    | Christoph Stephan (GER)                                                     | Jakov Fak (CRO)                                                      |
| Mass start 15 km résultats détaillés  | Dominik Landertinger (AUT)                                                    | Christoph Sumann (AUT)                                                      | Ivan Tcherezov (RUS)                                                 |
| Relais 4 × 7,5 km résultats détaillés | Norvège Emil Hegle Svendsen Lars Berger Halvard Hanevold Ole Einar Bjørndalen | Autriche Daniel Mesotitsch Simon Eder Dominik Landertinger Christoph Sumann | Allemagne Michael Rösch Christoph Stephan Arnd Peiffer Michael Greis |

### Femmes
| Épreuves                               | Or                                                                      | Argent                                                             | Bronze                                                               |
| -------------------------------------- | ----------------------------------------------------------------------- | ------------------------------------------------------------------ | -------------------------------------------------------------------- |
| Sprint 7,5 km résultats détaillés      | Kati Wilhelm (GER)                                                      | Simone Hauswald (GER)                                              | Olga Zaïtseva (RUS)                                                  |
| Poursuite 10 km résultats détaillés    | Helena Jonsson (SWE)                                                    | Kati Wilhelm (GER)                                                 | Olga Zaïtseva (RUS)                                                  |
| Individuel 15 km résultats détaillés   | Kati Wilhelm (GER)                                                      | Teja Gregorin (SVN)                                                | Tora Berger (NOR)                                                    |
| Mass start 12,5 km résultats détaillés | Olga Zaïtseva (RUS)                                                     | Anastasiya Kuzmina (SVK)                                           | Helena Jonsson (SWE)                                                 |
| Relais 4 × 6 km résultats détaillés    | Russie Svetlana Sleptsova Anna Boulygina Olga Medvedtseva Olga Zaïtseva | Allemagne Martina Beck Magdalena Neuner Andrea Henkel Kati Wilhelm | France Marie-Laure Brunet Sylvie Becaert Marie Dorin Sandrine Bailly |

### Mixte
| Épreuves                                         | Or                                                                       | Argent                                                                   | Bronze                                                             |
| ------------------------------------------------ | ------------------------------------------------------------------------ | ------------------------------------------------------------------------ | ------------------------------------------------------------------ |
| Relais 2 × 6 km + 2 × 7,5 km résultats détaillés | France Marie-Laure Brunet Sylvie Becaert Vincent Defrasne Simon Fourcade | Suède Helena Jonsson Anna Carin Olofsson David Ekholm Carl-Johan Bergman | Allemagne Andrea Henkel Simone Hauswald Arnd Peiffer Michael Greis |